# Ордынский выход
Орды́нский вы́ход — налог, дань, выплачивавшийся русскими землями Золотой Орде в XIII—XV веках, включая и земли Южной Руси, вошедшие в XIV веке в состав Великого княжества Литовского и Польского королевства.

## Принцип сбора ордынского выхода
Активно действовавший при жизни Чингисхана и его преемнике Угедэе первый министр Елюй-Чуцай разработал общеимперские принципы обложения ордынским выходом (данью) покоренных земель. При этом ему пришлось преодолеть сопротивление консервативной части степной аристократии, призывавшей каана к поголовному истреблению покоренного населения и использования освободившихся после этого пространств для нужд кочевого скотоводства. С помощью цифровых выкладок Елюй-Чуцай доказал во много раз большую выгодность обложения завоеванных народов данью, а не их истребление. В результате был утвержден долевой принцип распределения дани с завоеванных территорий, согласно которому общее количество налоговых и даннических поступлений распределялось следующим образом. Строго определённая часть от общей суммы отчислялась в казну Монгольской империи и отправлялась в столицу Каракорум. Обоснованием такого решения являлось то, что в завоевательных походах участвовали имперские армейские соединения, возглавлявшиеся обычно несколькими чингизидами. Кампанию 1236—1240 годов по завоеванию Восточной Европы возглавляли 12 принцев-чингизидов, причем каждый из них привёл свои собственные войска, общее руководство которыми осуществлял хан Бату. В соответствии с этим каждый из принцев имел право претендовать на свою долю доходов с завоеванных территорий. Третьим претендентом на собранную дань выступал сам глава вновь образованного улуса (части империи), в который входили все завоеванные земли. В данном случае то был хан Бату и его наследники.
Согласно разработкам Елюй-Чуцая для определения общей суммы дани с покоренных земель и вычисления процентов, причитающихся каждому участнику, необходимо было провести полную перепись населения, облагаемого налогами. Из русских летописей следует, что монгольское правительство не доверяло осуществление этой процедуры улусным ханам, а присылало для переписи своих «численников». Именно эти чиновники в полном соответствии с кочевническими традициями подразделяли всё население по привычной десятичной системе. Причём счет вёлся не по душам, а по семейно-хозяйственным единицам. В Центральной Азии такой единицей являлся кочевой аул, а на Руси двор (усадьба).
Подразделение всего населения по десятичной системе было направлено в первую очередь на чисто практическую организацию сбора, подсчёта, доставки дани в определённый центр и предварительного исчисления ожидаемой общей суммы. Введение десятичной системы исчисления населения преследовало конкретные фискальные цели и сообщение о постановке десятников, сотников, тысячников и темников относилось не к созданию специальных военных отрядов, остающихся на покоренной территории, а к утверждению ответственных лиц за сбор дани с соответствующего населения. Надзирающие за этим процессом (десятники и т. д.) назначались из среды русского населения. Конечный пункт сбора всей дани мог находиться только в ведении великого владимирского баскака.
Первые «численники» на Руси появились лишь через 14 лет — в 1257 году после формального установления монгольской власти в 1243 году над завоеванными землями. Это было связано с проведением серьёзного упорядочивания налоговой системы, проводившегося кааном Мунке на всех завоеванных территориях.
В декабре 1240 года монголы взяли Киев, и Бату пошёл на Западную Европу. Гаюк и Мунке участвовавшие в походе, с ним не пошли и вернулись в Каракорум. Дальнейший поход хан Бату проводил практически лишь силами войск собственного улуса без поддержки других формирований. Создавшаяся ситуация давала ему право собирать дань с русских княжеств западнее Днепра исключительно в свою пользу, не отчисляя принятой доли в казну. Именно поэтому «численники» не появились на землях Юго-Западной Руси, хотя баскаки из местного населения здесь были, как улусные золотоордынские чиновники, а не представители Каракорума. Те русские княжества, которые были покорены общеимперской монгольской армией, в летописях отнесены к юрисдикции «Канови и Батыеве», что означало двойное политическое подчинение и распределение общей суммы собираемой дани между Каракорумом и Старым Сараем. Земли же, завоеванные войсками Бату, платили дань исключительно только Сараю. Их однозначная зависимость от хана Золотой Орды подтверждается и тем, что ни один князь Юго-Западной Руси не ездил в Каракорум для утверждения инвеституры на свою отчину.
Проведенная каракорумскими чиновниками в 1257—1258 годах перепись населения позволила предварительно исчислять сумму ожидаемой дани с любого отдельно взятого населенного пункта или волости, что привело к неконтролируемому действий откупщиков. Система откупов строилась на предварительном внесении богатым ростовщиком, купцом или феодалом ожидаемой суммы дани с конкретного города или волости в ордынскую казну, после чего он получал право сбора этих денег с населения. При этом произвол откупщиков достигал крайних пределов, что позволяло им возвращать выплаченный в казну аванс с огромными процентами. Творимое насилие привело к взрыву возмущения населения сразу нескольких городов — Ростова, Владимира, Суздаля, Переяславля, Ярославля. Стихийно собравшееся вече постановило изгнать откупщиков из городов и это решение было выполнено доведенными до крайности жителями без участия княжеской администрации.
Одна из причин резкого взрыва недовольства городских низов населения Новгорода против «численников» состояла именно в принципе обложения данью по дворам. При таком раскладе ремесленник со своего двора мог выплачивать столько же, сколько и боярин с обширной усадьбы с многочисленной челядью.
Рассказ о деятельности «числеников» у В. Н. Татищева завершается сообщением о том, что они «вся урядивше» (приведя в нужный порядок), «возвратишася во Орду».

## Северо-Восточная Русь
Этой данью облагалось всё население, кроме духовенства. В XIII веке ордынский выход равнялся полугривне с сохи и собирался баскаками и откупщиками-мусульманами, а с начала XIV века — русскими князьями, причём каждый великий князь отправлял дань в Орду самостоятельно. В частности, известно о самостоятельной отправке дани пронскими князьями, после обособления от Рязани считавшимися великими (1340), и об отправке дани тверскими князьями через владимирских (1321) в период до обретения Тверским княжеством независимости от великого княжения Владимирского (1382). В последнем случае известен и размер дани — 2000 рублей. Когда же размер дани был снижен после соглашения Дмитрия Московского с Мамаем (1371) и стал рассчитываться как рубль с двух сох, то он стал составлять со всего великого княжения Владимирского 4500 рублей, в том числе с владений Дмитрия Московского 1000 руб. и с владений Владимира Серпуховского 320 руб., а с Новгорода Великого — 1500 руб. Причём периоды временной невыплаты дани князьями (1374—1382, 1396—1408) не означали прекращение её сбора с населения. При Василии Тёмном в условиях распада Золотой Орды на несколько ханств выход выплачивался сразу трём татарским ханам. Окончательно перестал выплачиваться в 1472 году при Иване Великом и хане Большой Орды Ахмате. В духовной грамоте Ивана III (не позднее 1504 года) упоминается сбор дани с московских владений «в выходы в ордынские, в Крым, Астрахань и Казань», в 1000 рублей. Впоследствии известно о выплате поминок в Крым с перерывами вплоть до 1700 года.

## Литовская и Польская Русь
Земли юго-западных русских княжеств продолжали выплачивать выход Орде даже после вхождения в состав Великого княжества Литовского или Польского королевства. Ханы Золотой Орды выдавали литовским и польским правителям ярлыки с перечислением земель, с которых ожидали получать выход. В составе Великого княжества Литовского это касалось Киевской, Черниговской, Волынской и Подольской земли. Польский король Казимир III продолжал выплачивать выход с Галицкой земли, за что подвергался критике со стороны Папы Римского. Крымские ханы, заявлявшие себя наследниками Золотой Орды, получали с соответствующих земель выход вплоть до XVI века. Хотя польско-литовские монархи стремились снизить зависимость своих владений от Орды, долгое сохранение подобных отношений может быть объяснено тем, что вместо поисков соглашения с русскими княжествами против Орды правящая династия искала пути соглашения с Ордой против Московского великого княжества.